# Christos Patsadzoglu
Christos Patsadzoglu (gr. Χρήστος Πατσατζόγλου, ur. 19 marca 1979 w Atenach) – grecki piłkarz pochodzenia romskiego grający na pozycji środkowego obrońcy lub pomocnika.

## Kariera klubowa
Patsadzoglu jest wychowankiem klubu Aghia Eleousa. W 1996 roku zauważyli go skauci Skody Ksanti i latem tamtego roku zawodnik trafił do tego pierwszoligowego klubu. Od sezonu 1997/1998 był podstawowym zawodnikiem Skody i grał w niej do 2000 nie osiągając większych sukcesów. W tym okresie rozegrał dla tego klubu 87 spotkań, w których zdobył 8 goli.
Latem 2000 roku Patsadzoglu został sprzedany do jednej z czołowych greckich drużyn, Olympiakosu Pireus. W barwach swojego nowego klubu zadebiutował 16 września w wygranym 6:0 domowym spotkaniu z Ethnikosem Asteras. W 48. minucie meczu zdobył gola na 2:0 dla Olympiakosu. W pierwszych trzech sezonach Patsadzoglu grał w wyjściowej jedenastce klubu z Pireusu. W każdym z nich zostawał mistrzem Grecji oraz zaliczał występy w rozgrywkach Ligi Mistrzów. Jednak w 2003 roku w derbowym spotkaniu z AEK'iem doznał ciężkiej kontuzji. Grał z urazem ścięgna Achillesa, a z czasem dostał infekcji. Przez 3 lata nie wystąpił w żadnym ze spotkań przechodząc zabiegi i operacje. Do gry wrócił pod koniec sezonu 2005/2006 i w drużynie prowadzonej przez Norwega Tronda Sollieda rozegrał 2 spotkania. W 2006 i 2007 roku znów został mistrzem „Hellady”, w tym pierwszym przypadku dodatkowo zdobywając Puchar Grecji. W sezonie 2007/2008 ponownie występował w pierwszym składzie „czerwono-białych” i stworzył linię obrony z Paraskewasem Antzasem, Wasilisem Torosidisem oraz Polakiem Michałem Żewłakowem. Na koniec został kolejny raz mistrzem Grecji i zdobył swój drugi krajowy puchar. W rozgrywkach Ligi Mistrzów dotarł z Olympiakosem do 1/8 finału, a w fazie grupowej zaliczył m.in. trafienie w wygranym 3:1 spotkaniu z Werderem Brema. W 2008 roku został ponownie mistrzem Grecji.
Latem 2009 Patsadzoglou odszedł do cypryjskiej Omonii Nikozja. Tam grał przez rok i w 2010 roku wrócił do Grecji. Został zawodnikiem AEK Ateny. W AEK grał przez pół roku i na początku 2011 roku przeszedł do PAS Janina.
| Sezon   | Klub           | Kraj   | Rozgrywki     | Mecze | Bramki |
| ------- | -------------- | ------ | ------------- | ----- | ------ |
| 1996/97 | Skoda Ksanti   | Grecja | Alpha Ethniki | 10    | 0      |
| 1997/98 | Skoda Ksanti   | Grecja | Alpha Ethniki | 24    | 2      |
| 1998/99 | Skoda Ksanti   | Grecja | Alpha Ethniki | 30    | 2      |
| 1999/00 | Skoda Ksanti   | Grecja | Alpha Ethniki | 23    | 4      |
| 2000/01 | Olympiakos SFP | Grecja | Alpha Ethniki | 20    | 2      |
| 2001/02 | Olympiakos SFP | Grecja | Alpha Ethniki | 25    | 1      |
| 2002/03 | Olympiakos SFP | Grecja | Alpha Ethniki | 22    | 3      |
| 2003/04 | Olympiakos SFP | Grecja | Alpha Ethniki | 0     | 0      |
| 2004/05 | Olympiakos SFP | Grecja | Alpha Ethniki | 0     | 0      |
| 2005/06 | Olympiakos SFP | Grecja | Alpha Ethniki | 2     | 0      |
| 2006/07 | Olympiakos SFP | Grecja | Alpha Ethniki | 9     | 0      |
| 2007/08 | Olympiakos SFP | Grecja | Alpha Ethniki | 20    | 1      |
| 2008/09 | Olympiakos SFP | Grecja | Alpha Ethniki | 19    | 1      |
| 2009/10 | Omonia Nikozja | Cypr   | Division A    | 6     | 0      |
| 2010/11 | AEK Ateny      | Grecja | Alpha Ethniki | 7     | 0      |
| 2010/11 | PAS Janina     | Grecja | Alpha Ethniki |       |        |

## Kariera reprezentacyjna
W reprezentacji Grecji Patsadzoglu zadebiutował 2 września 2000 roku w przegranym 0:2 spotkaniu z Niemcami, rozegranym w ramach eliminacji do Mistrzostw Świata 2002. Wcześniej reprezentował Grecję w kategorii U-21 i wystąpił m.in. na Mistrzostwach Europy U-21 w 2002 roku. W 2008 roku został powołany przez Otto Rehhagela do kadry na Euro 2008.